# Wachshaut

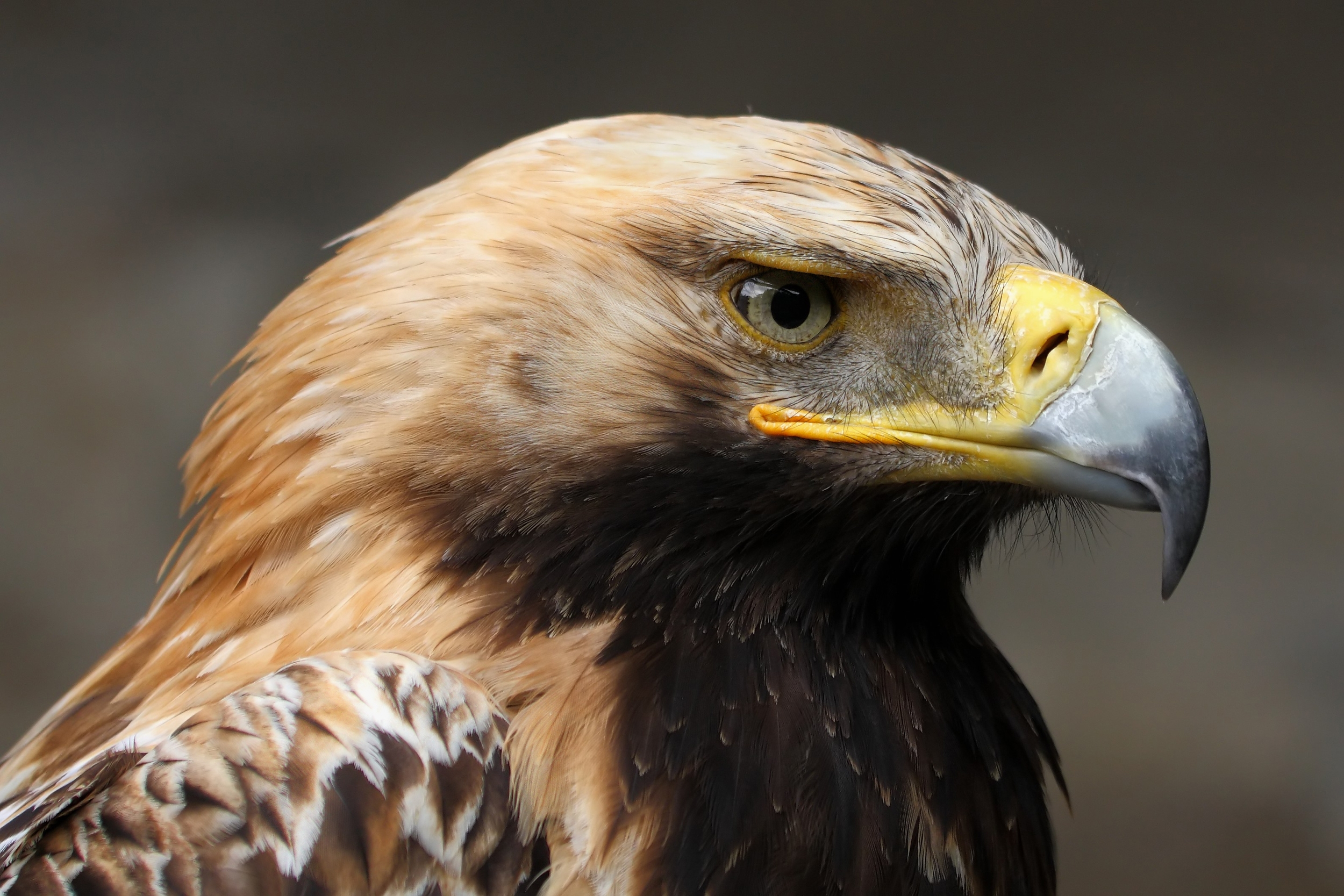
Wachshaut beim Kaiseradler

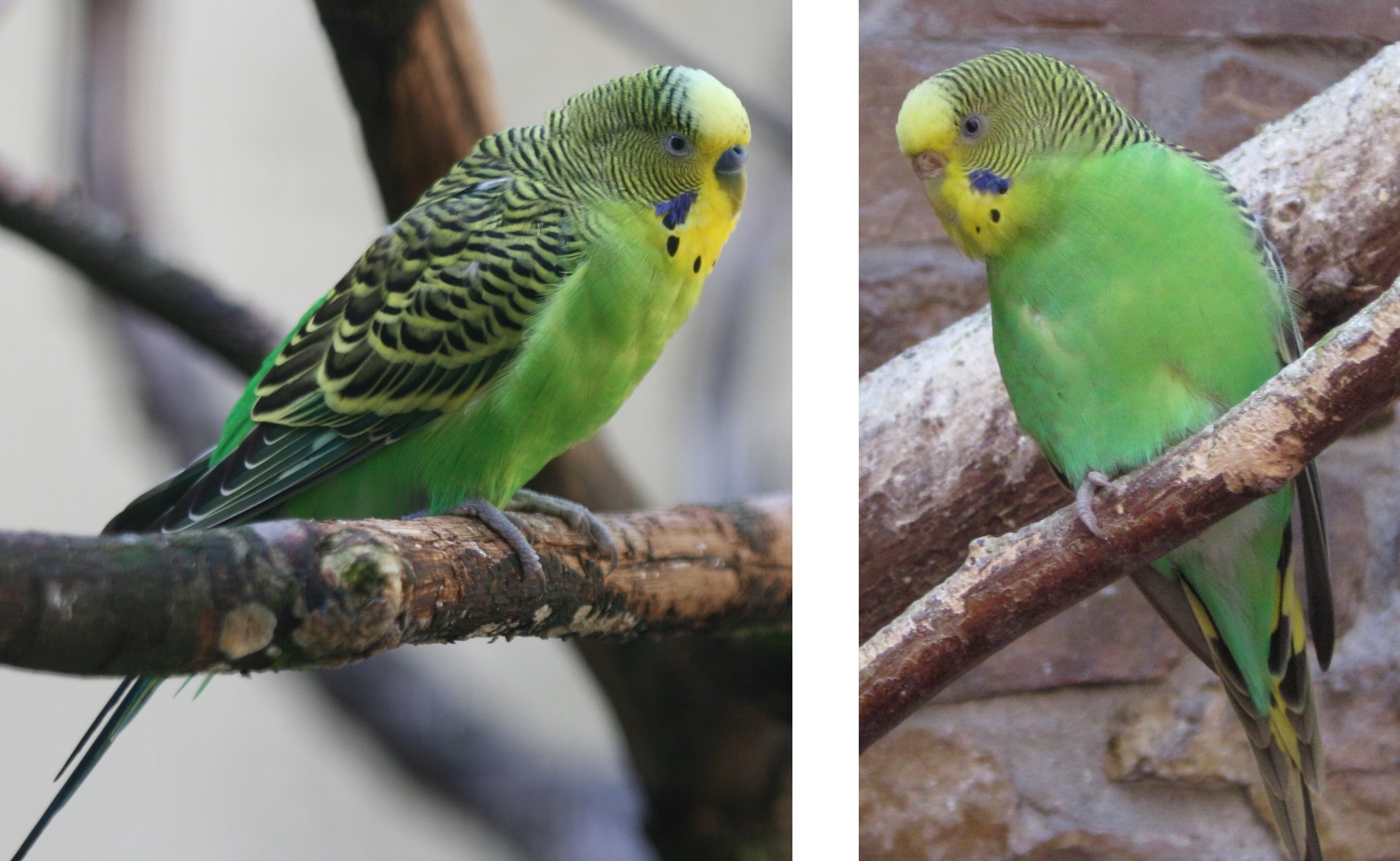
Wellensittiche:
Links Männchen, rechts Weibchen

Wachshaut (lat. Ceroma oder Cera) oder Nasenhaut nennt man einen ungefiederten Bereich in der Nasengegend von Vögeln oberhalb des Schnabels. Ihren Namen erhielt sie wegen ihres wächsernen Aussehens. Im vorderen Bereich der Wachshaut liegen die Nasenlöcher.
Das Erscheinungsbild der Wachshaut ist in der Ornithologie ein Kriterium zur Unterscheidung eng verwandter Arten, bei manchen geschlechtsdimorphen Arten auch der Geschlechter. Beispielsweise ist bei Wellensittichen die Nasenhaut beim Männchen blau, beim Weibchen braun.